# Burg Freienstein
Die Burg Freienstein ist die Ruine einer Hangburg bei Beerfelden hoch über Gammelsbach, einem Stadtteil von Oberzent im Odenwaldkreis in Hessen. Nach der Burg ist das Amt Freienstein benannt.

## Lage
Die Burg lag in spornartiger Lage auf 328 m ü. NHN über dem Gammelsbach, einem Nebenflusses des Neckars, in strategisch günstiger Position. Durch das an dieser Stelle recht enge Tal verläuft heute noch mit der B 45 eine der wichtigsten regionalen Verkehrsverbindungen. Die Burg Freienstein kontrollierte einst diese Route zwischen dem Neckargebiet im Süden und dem Maintal im Norden. Gleichzeitig markierte sie den südlichsten Punkt des Erbacher Besitzes. Der östliche Bergvorsprung, an dessen Hang sich die Burg schmiegt, gehört zum Weckberg, der in der Reihe der Erhebungen des Höhenrückens Hirschhorner Höhe steht, der sich zwischen Gammelsbachtal und dem parallelen Finkenbachtal weiter im Westen ungefähr von Norden nach Süden erstreckt.

## Geschichte

### Mittelalter
Das „Schloss Freienstein“ wurde 1297 erstmals erwähnt. Wer die Erbauer der Burg waren, ist bis heute nicht eindeutig geklärt. Sie dürfte im Gefolge der Auflösung der Reichsabtei Kloster Lorsch und der Aufteilung ihres Besitzes im Dreieck der Herrschaftsverhältnisse zwischen den Pfalzgrafen, den Schenken von Erbach und Kurmainz entstanden sein.

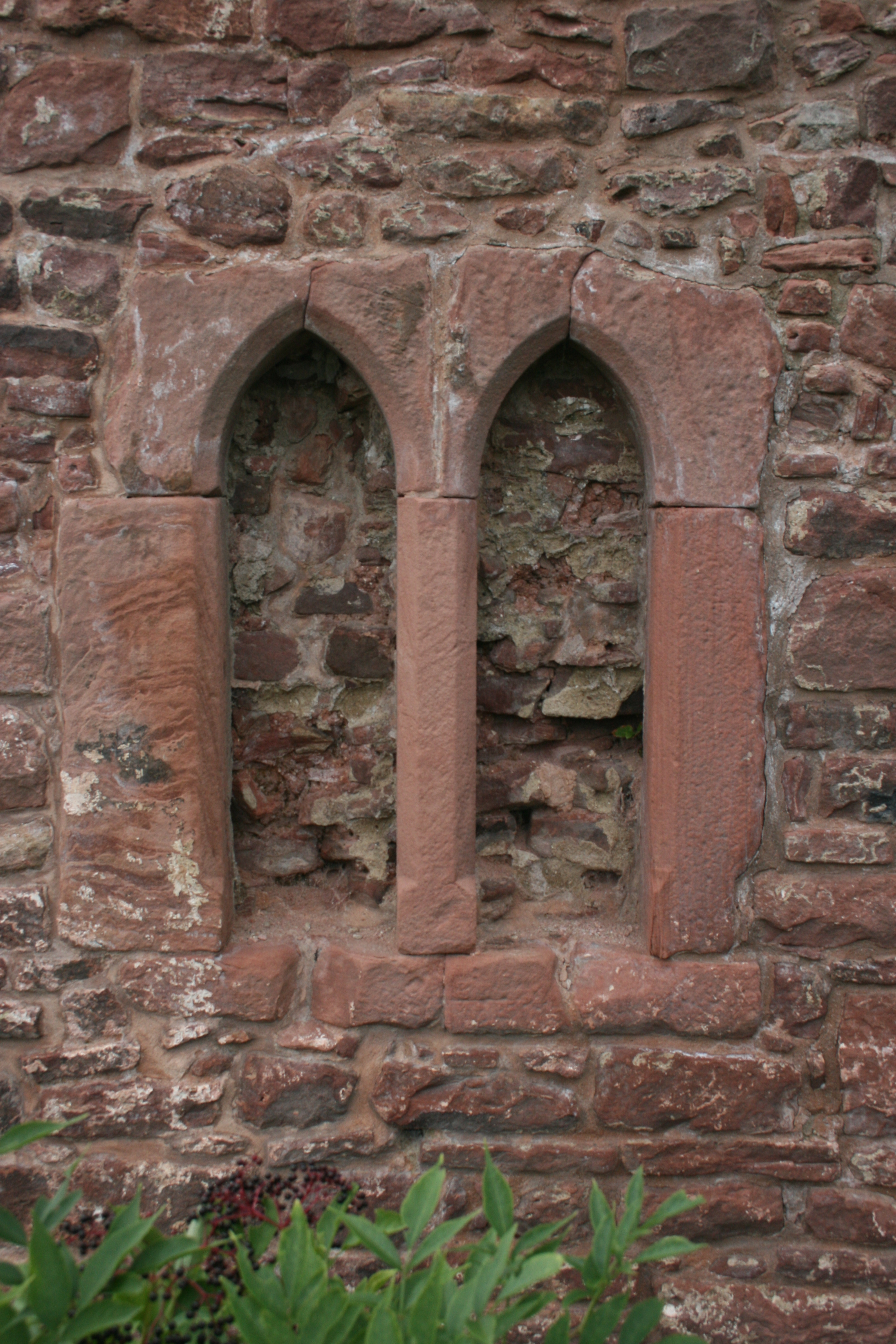
Vermauertes gotisches Doppelfenster einer früheren Bauphase des Palas

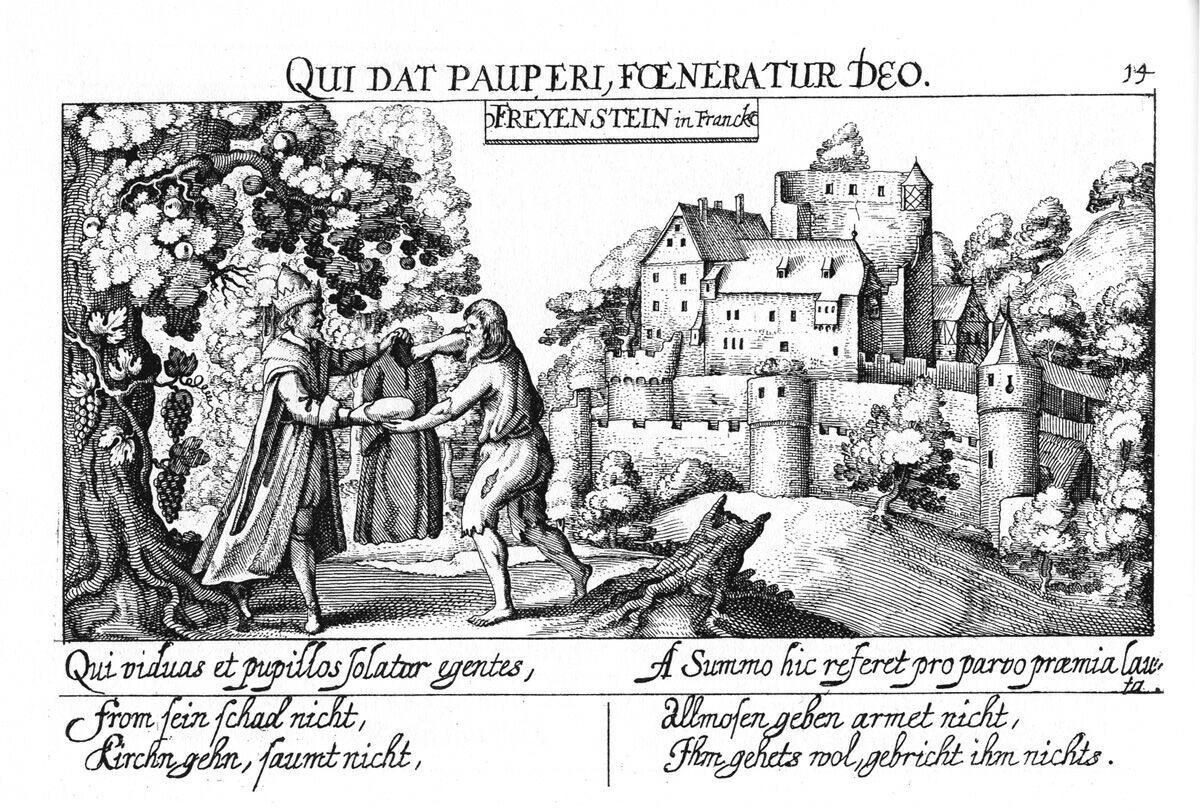
Ansicht der Burg Freienstein, aus Daniel Meisner/Eberhard Kieser: Thesaurus Philopoliticus oder Politisches Schatzkästlein Bd. 2, 1629

Wappen der Erbacher Lehensträger und Burgmannen „von Freienstein“ aus der Mitte des 14. Jahrhunderts

Einiges der noch vorhandenen Bausubstanz deutet ebenfalls auf diese Zeit hin. Zwei erhaltene, aber vermauerte gotische Spitzbogenfenster dürften aus der zweiten Hälfte des 13. Jahrhunderts stammen. Weiterhin lässt sich rekonstruieren, dass in einer frühen Bauphase anstelle der späteren Schildmauer ein mächtiger Wohnturm vorhanden gewesen sein muss, der als Donjon aufzufassen ist.
Bereits seit 1280 sind die Herren von Freienstein belegt, später sind sie als Erbacher Burgmannen in der Burg nachgewiesen. Weiterhin sind die Echter, die von Schöllenbach und möglicherweise die von Hochhausenn erschließbar, die als Ministeriale im Umfeld der Grafschaft Erbach häufiger anzutreffen waren.
Urkundlich ist bekannt, dass 1366 Pfalzgraf Ruprecht I. seine Einwilligung gab, dass Schenk Konrad von Erbach seine Ehefrau Margarete bewittumte. Das Zubehör der Burg umfasste zu diesem Zeitpunkt Gammelsbach, Hebstahl, Schöllenbach, Hohenberge, Beerfelden, Etzean, Erlenbach, Hüttental und Hiltersklingen. Zweiundzwanzig Jahre später gab Pfalzgraf Ruprecht seine Zustimmung, dass Schenk Eberhard von Erbach seine Ehefrau Else, geborene von Cronberg, auf 1/4 der „Feste Freienstein“ mit Zubehör bewittumte. Nur ein weiteres Jahr später durfte Schenk Konrad von Erbach mit Zustimmung des Pfalzgrafen seinen Viertelsanteil an der Burg an „Contz von Helmstadt“ verpfänden. 1398 belehnte der Pfalzgraf Schenk Eberhard von Erbach mit der ganzen Burg nebst Zubehör. Belehnungen der Erbacher durch die Pfalzgrafen erfolgten nochmals 1443, 1653 und 1720.
In späterer Zeit diente die Burg den Erbacher Grafen zur Sicherung ihrer südlichen Herrschaftsgrenze, zur Überwachung des Verkehrs im Gammelsbachtal und als Verwaltungssitz des Amtes Freienstein. Die Burg verblieb bis zum Aussterben der Erbacher Linie der Schenken im Jahr 1503 in deren ungeteiltem Besitz, während die umliegende Zent Beerfelden sich im gemeinsamen Besitz der Erbacher Linie und der Linie Reichenberg-Fürstenau befand.

### Neuzeit
Mit dem Ende des Mittelalters war die Burg wehrtechnisch untauglich geworden. Um 1550 folgte ein Umbau, die damals errichteten gedrungenen Wohnbauten zeigen den eher repräsentativen Charakter der Anlage. Die Erbacher Grafen nutzten die Burg für gelegentliche Jagdaufenthalte und als Nebenresidenz. Ab der Zeit des Dreißigjährigen Kriegs begann die Anlage mehr und mehr zu verfallen, da sie nur noch notdürftig instand gehalten wurde. Dennoch wurde sie im Mai 1622 von bayerischer Kavallerie geplündert. Eine Ansicht von Eberhard Kieser im Thesaurus Philopoliticus von 1629 zeigt sie noch in einigermaßen intaktem Zustand. Ab 1700 wurde die Burg nicht mehr dauerhaft bewohnt. Mit der Erbacher Erbteilung 1717 kam sie in den Besitz der Linie Erbach-Fürstenau, die sie auch heute noch besitzt.
Nach dem Stadtbrand in Beerfelden 1810 erlaubte Graf Albert zu Erbach-Fürstenau den Geschädigten, Steine, Ziegel und Bauholz aus der Burg zu holen. Nicht nur, dass ein Teil der Bausubstanz dadurch verloren ging, vielmehr wurde die verbliebene Substanz seitdem durch das in das ungeschützte Sandsteinmauerwerk eindringende Wasser nachhaltig geschädigt. 1887 stürzte der verbliebene Rest des Torhauses ein. Um 1890 wurde die Schildmauer mit einem Zuganker gesichert und 1938 um drei Meter abgetragen. Weitere Sicherungsmaßnahmen erfolgten zwischen 1906 und 1914. 1987 stürzte ein Teil der Schildmauer ein. 1988 begann man eine Sicherung, doch die Mauer stürzte während der Arbeiten weiter ein und riss dabei das bereits aufgestellte Gerüst mit sich. Von 1990 bis 1994 wurden die Außenmauern umfangreich restauriert.
Die Burg hat aufgrund ihrer Geschichte und ihrer Architektur vielfältige Bedeutung und ist die bestimmende Landmarke des Gammelsbachtals. Um die Fernwirkung der Burg und der sie umgebenden Landschaft zu erhalten, bildet sie mit den umgebenden Flurstücken die denkmalgeschützte Sachgesamtheit Schlossberg, die in Flur 8 die Flurstücke 65 bis 68, 70 bis 91 (darunter Flurstücke 80 und 81 als Standort der Burg), 94, 110/4/10/11 und 111 umschließt.

## Anlage

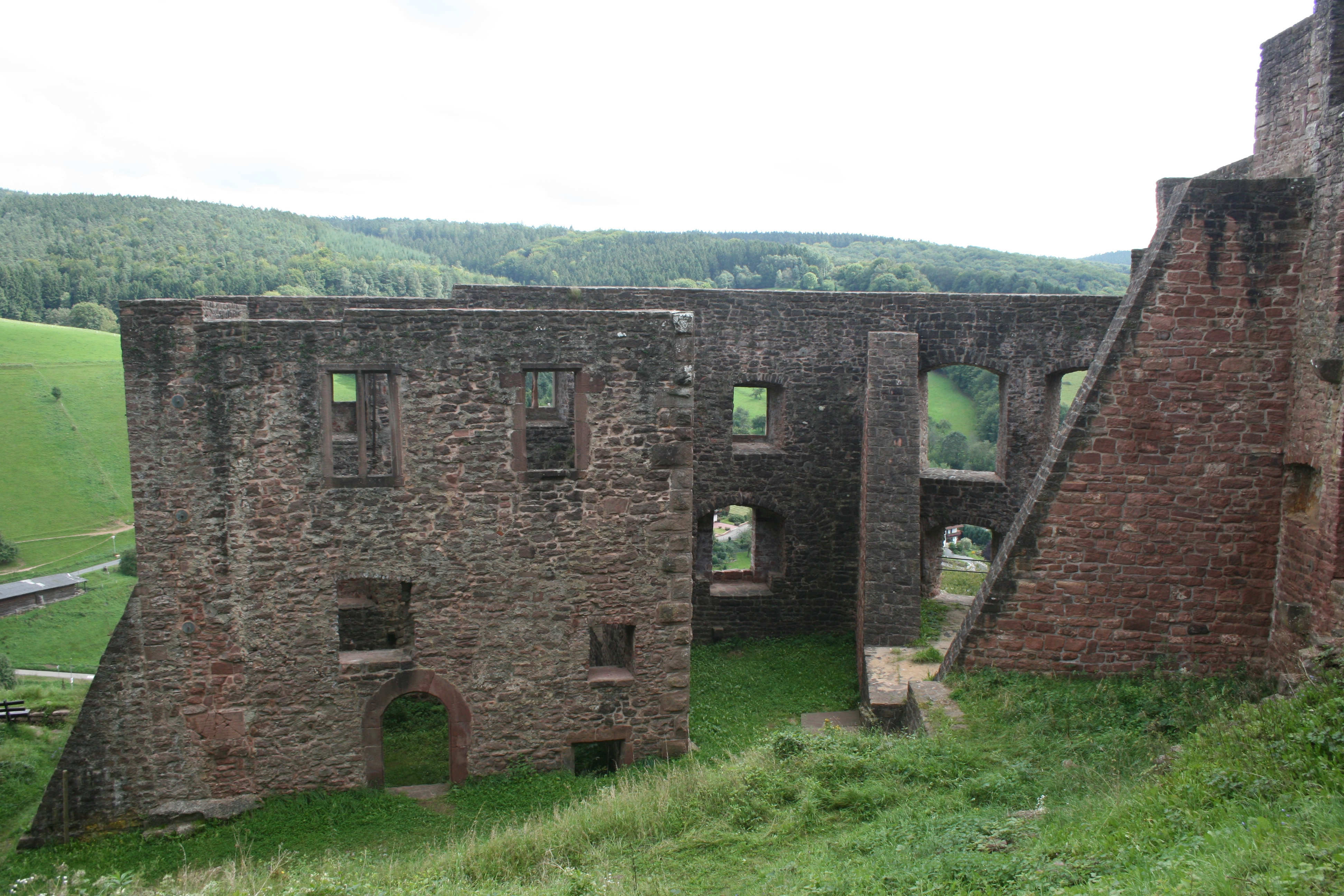
Blick in der Kernburg nach Osten auf den Palas und den Südost- oder Kapellenbau

Besonders markant an der Burg Freienstein ist neben ihrer dominanten Lage, durch die sie das Gammelsbachtal sperrt, die kompakte Bebauung der Kernburg und die noch in Resten vorhandene Schildmauer. Diese sollte die Kernburg vor Beschuss vom höher liegenden Berg her schützen. Obwohl zu großen Teilen eingestürzt, sind von ihr doch noch bis zu 24 m hohe und 2,50 m dicke Überreste zu sehen. Die Ansicht von Eberhard Kieser aus dem Jahr 1629 lässt erkennen, dass eine Wehrplattform auf der Schildmauer den Zweck erfüllen sollte, den sonst der Bergfried und höchste Turm leistete.
Die Schildmauer wurde vermutlich nach einem Einsturz aus Resten des ehemaligen Donjons unter Einbeziehung der drei Außenmauern aufgebaut. Die frühere Gestalt der Kernburg war ungewöhnlich, es gab nämlich drei Wohntürme – den genannten auf der Schildmauer, den kleineren Kapellenbau und einen Vorgängerbau des Palas. Offenbar sollte damit abgegrenzter Wohnraum für die verschiedenen Burgmannenfamilien geschaffen werden.
Den Bergsporn trennte im Westen ein tiefer Halsgraben und ein Zwinger vom Höhenzug. An der Talseite befand sich eine doppelte Zwingeranlage mit Halbschalentürmen, ein größerer Rundturm hat vermutlich als Kerker gedient. Der Zugang lag an der Nordseite und ist heute nicht mehr zu sehen, da die Toranlage 1887 eingestürzt ist. Im Torbereich des Zwingers standen einige Nebengebäude, von denen aber nichts mehr erhalten ist.
Links des ehemaligen Zugangs steht der turmartige Palas auf fast quadratischem Grundriss. Im Mauerwerk sind noch Teile aus dem 13. Jahrhundert erhalten. Von den Gebäuden der Kernburg – dem Palas, dem ehemals vierstöckigen Saalbau an der Südwestseite (wohl an der Stelle eines früheren Wohnturms) und dem Südostbau, auch Kapellenbau genannt – sind nur noch Außenmauern sowie Fenster und Wandnischen erhalten, die größtenteils aus dem 16. Jahrhundert stammen.

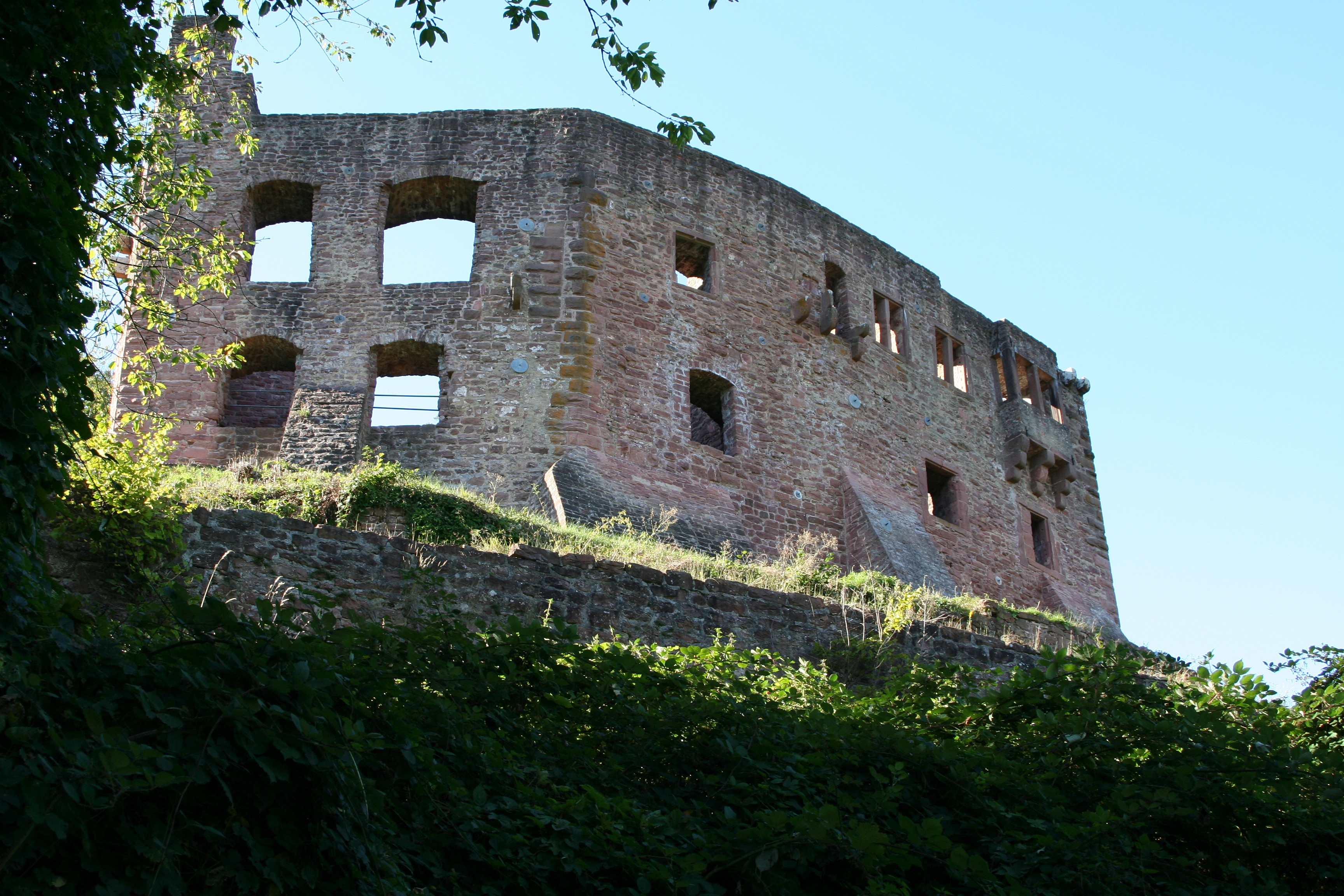
Außenansicht der Kernburg von Osten
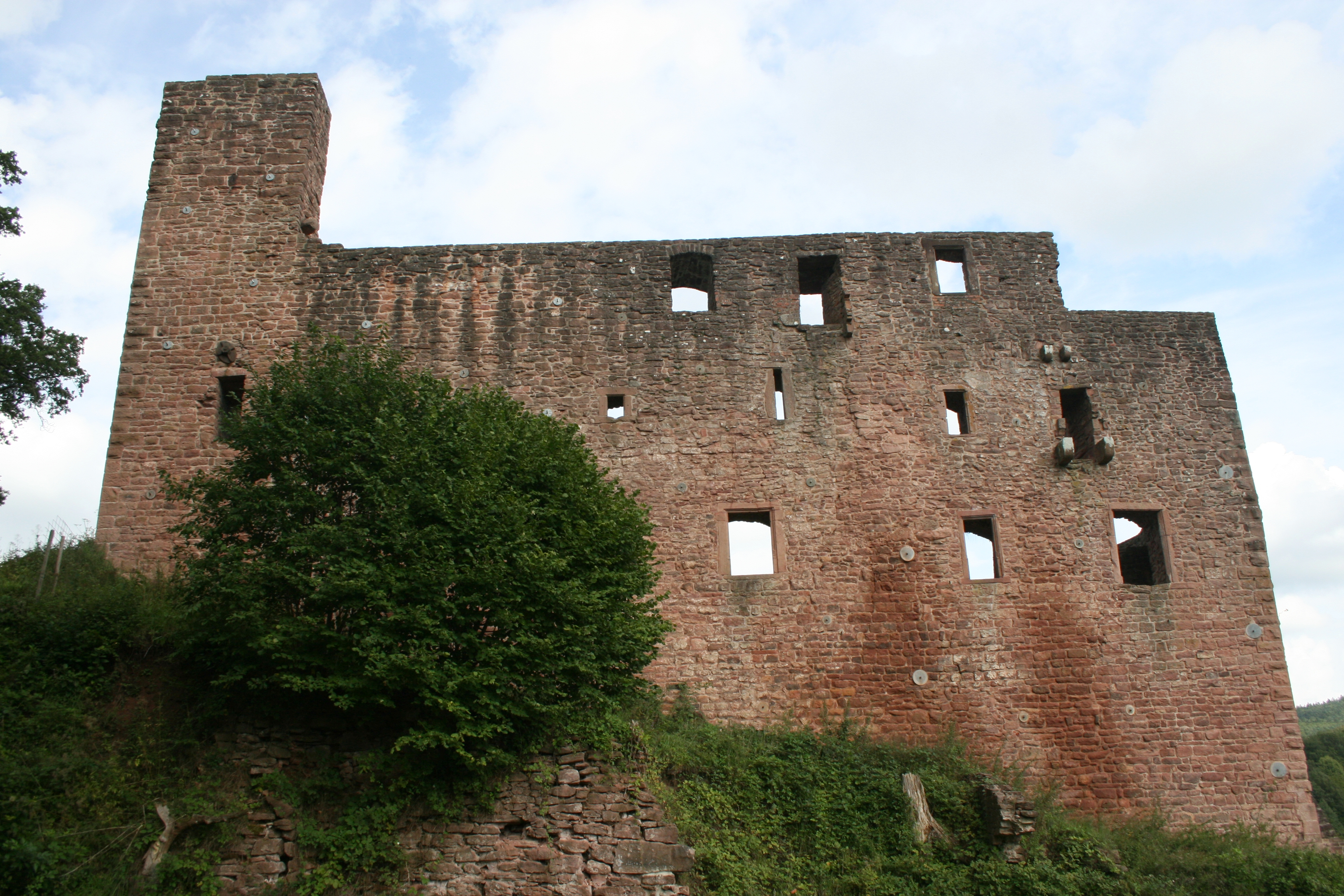
Außenansicht der Kernburg von Süden, links Reste der Schildmauer
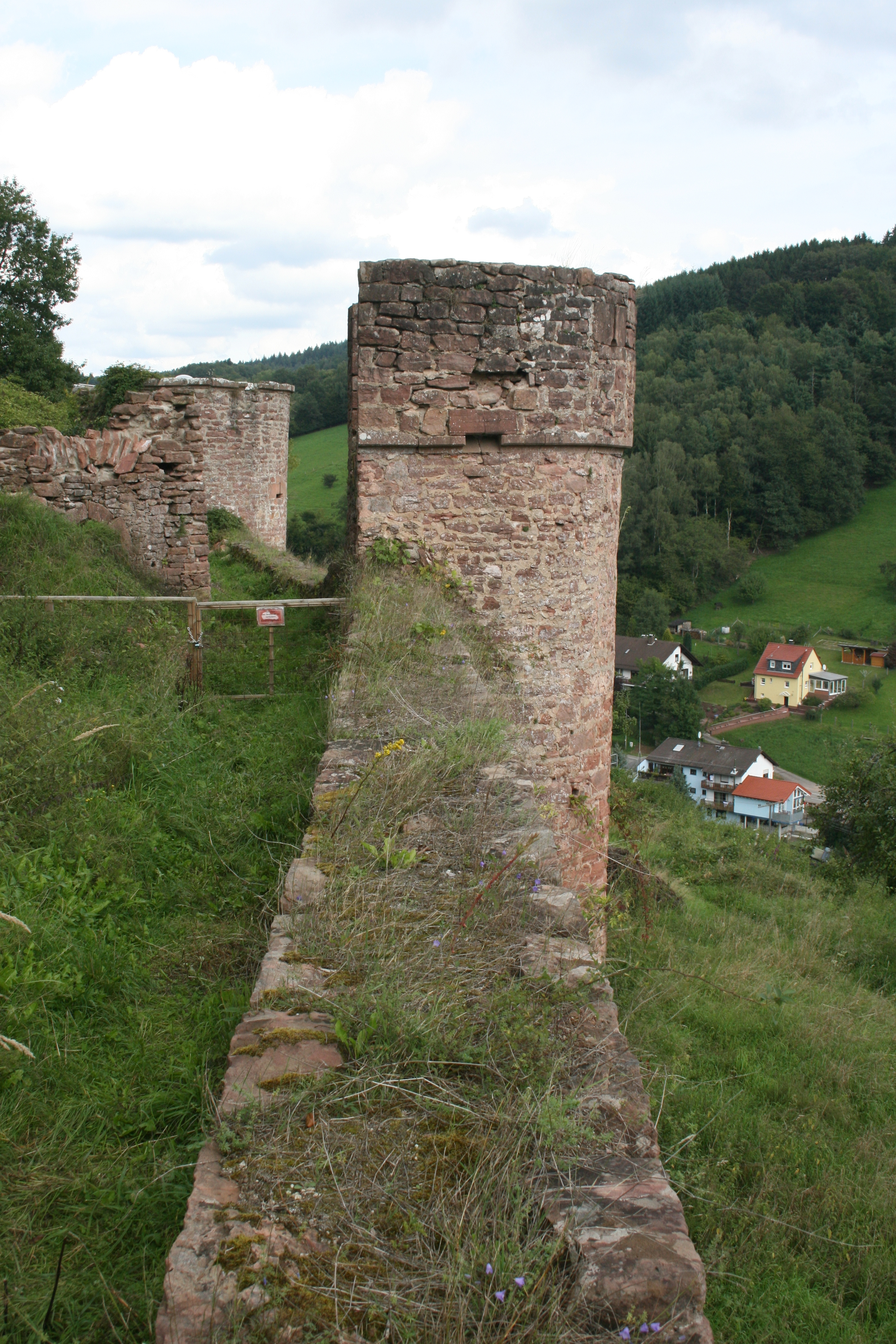
Talseitige Zwingermauer mit Halbschalenturm
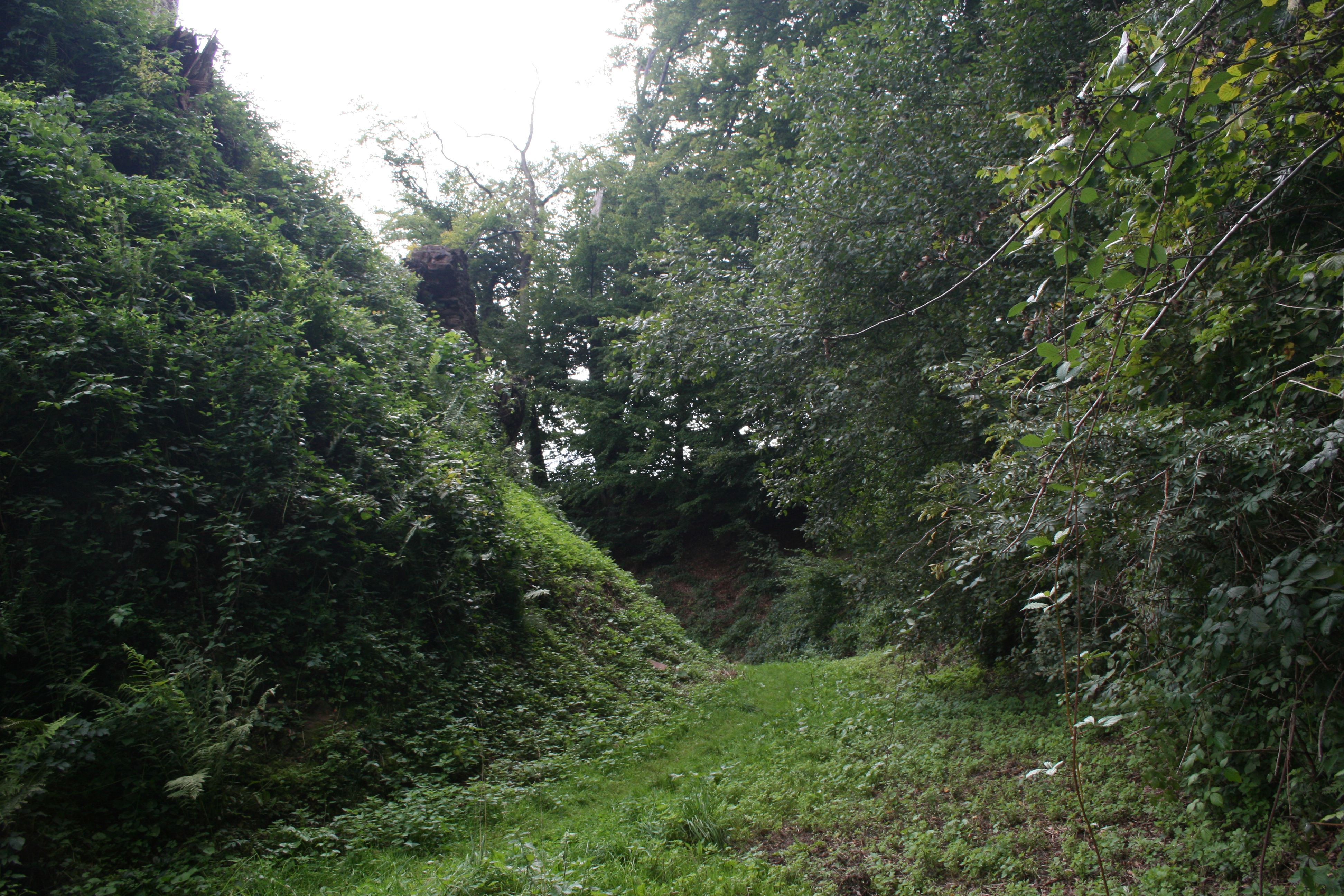
Blick in den Halsgraben
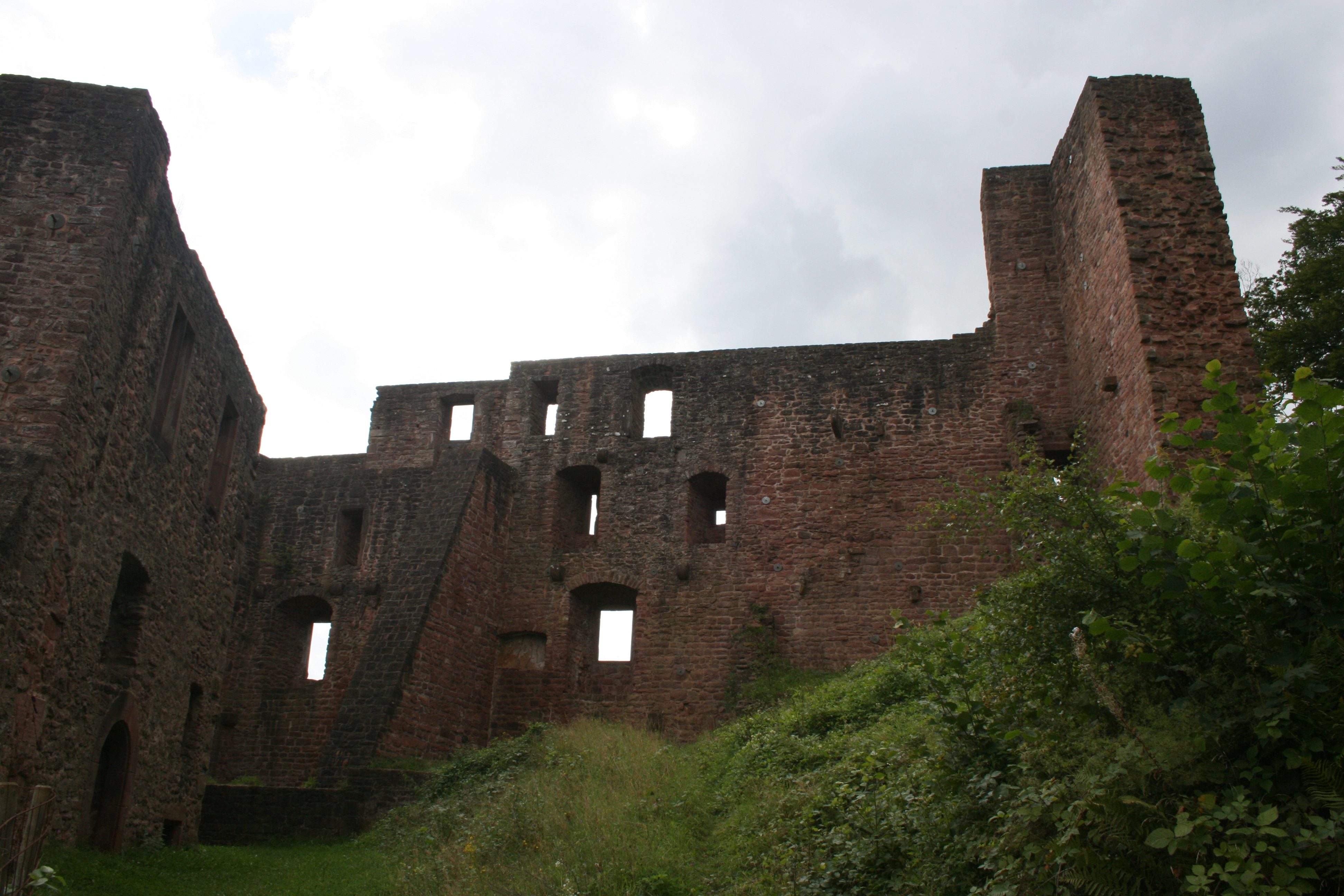
Innenansicht der Kernburg, Blick von Norden, rechts die Schildmauer